# Oostelijk Schiereiland
Het Oostelijk Schiereiland is een schiereiland van het eiland Sulawesi in Indonesië en ligt in de provincie Midden-Sulawesi. Het ligt in het oosten van het eiland tussen de Golf van Tomini in het noorden en de Golf van Tolo in het zuiden.
Het strekt zich uit ten oosten van het centrale deel van het eiland. Het eiland Peleng ligt voor de zuidkust van het schiereiland, terwijl de Soela-archipel in het oosten ligt.